# حشره‌خوار سموری نیمبا
حشره‌خوار سموری نیمبا(نام علمی: Micropotamogale lamottei) نام یک گونه از سرده سموری‌های رودخانه‌ای کوچک است.